# Amphiesma platyceps
Amphiesma platyceps là một loài rắn trong họ Colubridae. Loài này được Blyth mô tả khoa học đầu tiên năm 1854.